# Années 340 av. J.-C.
Les années 340 av. J.-C. couvrent les années de 349 av. J.-C. à 340 av. J.-C.

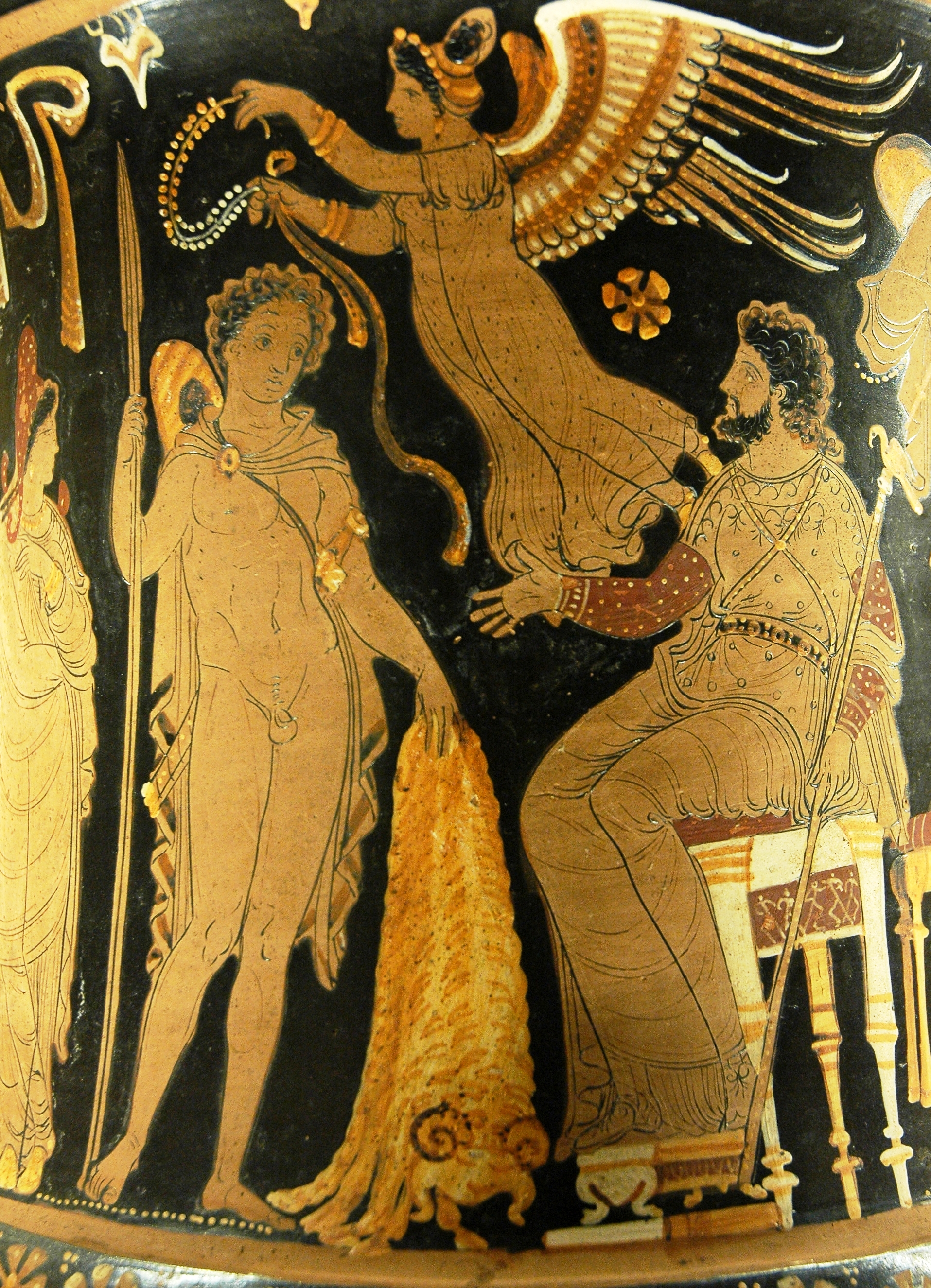
Jason rapportant la toison d'or au roi Pélias, cratère à figures rouges d'Apulie, v. 340 av. J.-C., musée du Louvre

## Événements
- Vers 350-300 av. J.-C. : époque de la Tène ancienne IIb. Les Gaulois prennent Bologne (350 av. J.-C.) et pénètrent dans les Balkans (340 av. J.-C.)[1]. Au milieu du IVe siècle, les artistes celtiques (en premier lieu les ateliers celto-italiques), en contact direct avec les Grecs et les Étrusques, élaborent un nouveau courant, le style végétal continu, ou style de Waldalgesheim, du nom d’une tombe de Rhénanie. Il repose sur l’emploi de rinceaux et de palmettes associés dans des compositions à système répétitif d’enchaînement continu, faisant alterner motifs statiques et motifs dynamiques. Le nouveau style, attesté en Italie (casque de Canosa en Apulie, torque en or de Filottrano dans les Marches) se diffuse rapidement au nord des Alpes (fibule d’argent de Berne-Schosshalde) et dans l’Ouest (casque d’apparat d’Agris, en Charente, en fer plaqué de bronze, lui-même recouvert d’or fin).
- 350-349  av. J.-C. : troisième raid gaulois contre Rome[2].
- 346 av. J.-C. : paix de Philocrate. Fin de la troisième guerre sacrée[3].
- 345 av. J.-C. : 
  - le roi perse Artaxerxès III reprend la Phénicie (Sidon est brûlée) et Chypre[4].
  - en Inde, Mahapadma Nanda fonde l’Empire Nanda[5].

- 343 av. J.-C. : Artaxerxès III reconquiert l’Égypte malgré la résistance de Nectanébo II[6].
- 343-341 av. J.-C. : première guerre samnite[2].
- 341 av. J.-C. : bataille de Crimisos. Reprise de la guerre gréco-punique[7].

- Rome comprend 150 000 citoyens[8].

## Personnages significatifs
- Aristote
- Archidamos III
- Artaxerxès III
- Démosthène
- Eschine
- Mentor de Rhodes
- Philippe II de Macédoine
- Praxitèle
- Timoléon